# Єдиний інформаційний простір
Єди́ний інформаці́йний про́стір'

 — являє собою сукупність баз і банків даних, технологій їх ведення та використання, інформаційно-телекомунікаційних систем і мереж, що функціонують на основі єдиних принципів і за загальними правилами, що забезпечує інформаційну взаємодію організацій і громадян, а також задоволення їх інформаційних потреб. Іншими словами єдиний інформаційний простір складається з таких головних компонентів:
- інформаційні ресурси, що містять дані, відомості та знання, зафіксовані на відповідних носіях інформації;
- організаційні структури, що забезпечують функціонування та розвиток єдиного інформаційного простору, зокрема, збір, обробку, зберігання, розповсюдження, пошук і передачу інформації;
- засоби інформаційної взаємодії громадян і організацій, що забезпечують їм доступ до інформаційних ресурсів на основі відповідних інформаційних технологій, що включають програмно-технічні засоби і організаційно-нормативні документи.

Організаційні структури та засоби інформаційної взаємодії утворюють інформаційну інфраструктуру.
Єдиний інформаційний простір (ЄІП) для різних систем може суттєво відрізнятися. Для певної системи його можна характеризувати, зокрема, такими параметрами:
- види інформаційних ресурсів, якими можуть обмінюватися об'єкти системи (текстова, графічна інформація, бази даних, програми, аудіо-відеоінформація тощо);
- кількість об'єктів, які інформаційно взаємодіють в системі;
- територія, на якій розташовані об'єкти, що охоплені єдиним інформаційним простором (весь світ, територія країни, регіону, району, міста);
- правила організації обміну інформаційними ресурсами між об'єктами (обмін типу «клієнт — сервер», «точка — точка», маршрутизація, протоколи обміну тощо);
- швидкість обміну інформаційними ресурсами між об'єктами;
- типи каналів обміну інформаційними ресурсами між об'єктами (провідний, оптоволоконний, супутниковий канал) тощо.

Інформаційний простір буде ефективним, якщо він стане відкритим для суспільства, що в свою чергу надасть можливість реалізувати узгоджені інтереси громадян, суспільства та держави на комплексній і системній основі. Ефективний інформаційний простір може бути створений і почне розвиватися на основі відповідної державної інформаційної політики, що забезпечить поступове прямування країни до побудови інформаційного суспільства. Цей рух повинен спиратися на новітні інформаційні, комп'ютерні, телекомунікаційні технології і технології зв'язку, розвиток яких призводить до бурхливого розвитку відкритих інформаційних мереж, насамперед Internet', що дає принципово нові можливості міжнародного інформаційного обміну і на його основі трансформації різноманітних видів людської діяльності